# Scaptesylomima bicoloroides
Scaptesylomima bicoloroides är en fjärilsart som beskrevs av Kobes 1983. Scaptesylomima bicoloroides ingår i släktet Scaptesylomima och familjen Immidae. Inga underarter finns listade.